# Liste des visites d'État reçues par le roi Albert II de Belgique
Au cours de son règne, de 1993 à 2013, Albert II a reçu 15 visites d'État. Les visites d'État, ainsi que le souligne l'historien Vincent Dujardin, présentent un caractère solennel et exceptionnel qui n'advient qu'une fois par règne. Hormis la visite du couple impérial japonais au tout début de son règne, le roi Albert ne reçoit ensuite plus que des dirigeants européens. À partir de 2009, les visites d'État ne sont plus organisées, mais remplacées par des visites officielles.

## Visites d'État reçues
| Date                 | Pays       | Chef-d'État reçu                                      | Commentaire |
| -------------------- | ---------- | ----------------------------------------------------- | --- |
| 9-12 septembre 1993  | Japon      | Empereur Akihito et impératrice Michiko               | Première visite d'État du règne.                                                                               |
| 13-15 juillet 1998   | Allemagne  | Président Roman Herzog                                | Le président est accompagné de son épouse Christiane Herzog                                                    |
| 16-18 mars 1999      | Luxembourg | Grand-duc Jean et grande-duchesse Joséphine-Charlotte | Le roi reçoit sa sœur et son beau-frère.                                                                       |
| 16-18 mai 2000       | Espagne    | Roi Juan Carlos Ier et reine Sophie                   | Première visite à laquelle la duchesse de Brabant est présente.                                                |
| 8-11 mai 2001        | Suède      | Roi Charles XVI Gustave et reine Silvia               | Les souverains suédois sont accompagnés de la princesse héritière Victoria.                                    |
| 28-30 mai 2002       | Danemark   | Reine Margrethe II                                    | La reine est accompagnée par le prince consort Henrik.                                                         |
| 15-17 octobre 2002   | Italie     | Président Carlo Azeglio Ciampi                        | Le président italien est accompagné par son épouse Franca Pilla.                                               |
| 20-22 mai 2003       | Norvège    | Roi Harald V et reine Sonja                           | Les souverains norvégiens sont accompagnés d'une importante délégation économique.                             |
| 30 mars-1 avril 2004 | Finlande   | Présidente Tarja Halonen                              | La présidente est accompagnée de son mari Pentti Arajärvi et de la ministre de la Culture Tanja Karpela.       |
| 26-28 octobre 2004   | Pologne    | Président Aleksander Kwaśniewski                      | Cette visite était initialement prévue en mai, le président est accompagné par son épouse Jolanta Kwaśniewska. |
| 1-3 février 2005     | Grèce      | Président Konstantínos Stefanópoulos                  | Dernière visite d'État pour le Président de la République hellénique qui termine son second mandat.            |
| 18-20 octobre 2005   | Portugal   | Président Jorge Sampaio                               | Le Président de la République portugaise est accompagné par son épouse Maria José Rodrigues Ritta.             |
| 20-22 juin 2006      | Pays-Bas   | Reine Beatrix                                         | Après Bruxelles, la reine visite Liège et ses infrastructures.                                                 |
| 20-22 mars 2007      | Luxembourg | Grand-duc Henri et grande-duchesse María Teresa       | Visite à caractère économique et culturel à Bruxelles, Eupen, Bruges et Namur.                                 |
| 15-17 avril 2008     | Hongrie    | Président László Sólyom                               | Dernière visite d'État reçue au cours du règne.                                                                |